# فريتز إتش داستين
فريتز إتش داستين (بالإنجليزية: Frederic H. Dustin)‏ هو شخصية أعمال أمريكي، ولد في 12 يناير 1930 في مدينة بيلينغام في الولايات المتحدة، وتوفي في 5 مايو 2018 في جيجو في كوريا الجنوبية.